# 黄额园丁鸟
黄额园丁鸟（学名：[Amblyornis flavifrons] 错误：{{Lang}}：文本有斜体标记（帮助）），是雀形目园丁鸟科的一种鸟类。
黄额园丁鸟体重约120克，翼长约132毫米，嘴峰长约27.4毫米，喙宽度约6.8毫米，喙厚度约8.3毫米，跗蹠长约33.9毫米，尾长约84毫米。黄额园丁鸟在其分布区内为留鸟，其栖息在密集的高大树木组成的森林中，食性为草食性，主要食物来源是水果。
黄额园丁鸟分布于新几内亚中北部的福亚山脉。该物种是单型物种，没有亚种分化。